# Metal Gear
Metal Gear (яп. メタルギア Мэтару Гиа) — серия компьютерных игр в жанрах стелс-экшен и action-adventure, разработанная и изданная компанией Konami. Большинство игр серии были созданы под руководством геймдизайнера Хидэо Кодзимы. В большинстве игр серии управляемый игроком герой должен незамеченным пробираться на охраняемые военные объекты, избегая обнаружения.
Игры серии отличаются сложными сюжетами, большим количеством внутриигрового видео и озвученных диалогов, намеренно придающих им сходство с кинематографом. Действие игр серии происходит в новейшее время — от шестидесятых годов XX века до близкого будущего. При этом игры содержат многочисленные элементы научной фантастики и альтернативной истории; в них часто повторяются темы современной войны и использования в ней новейших технологий, таких как искусственный интеллект и генная инженерия, морально-этическая сторона войны и её последствия, теории заговора и другие. Для серии также характерен своеобразный юмор – в том числе «ломка четвёртой стены» – и множественные отсылки к западной массовой культуре, в частности, голливудскому кинематографу.
Ранние игры серии сыграли важнейшую роль в зарождении и развитии жанра стелс-экшен. В общей сложности было продано свыше 60 миллионов копий игр серии, а отдельные игры были удостоены признания критиков и различных наград. Кроме того, выпускались основанные на играх комиксы и аудиопостановки.

## Игры
Основные
| Год  | Название                                 | Разработчик        | Платформы | Прим. |
| ---- | ---------------------------------------- | ------------------ | --- | ----- |
| 1987 | Metal Gear                               | KCEJ               | MSX2, NES, MS-DOS, Commodore 64, Мобильный телефон, PlayStation 2, PlayStation 3, Xbox 360, PlayStation Vita |       |
| 1990 | Metal Gear 2: Solid Snake                | KCEJ               | MSX2, Мобильный телефон, PlayStation 2, PlayStation 3, Xbox 360, PlayStation Vita, Windows                   |       |
| 1998 | Metal Gear Solid                         | KCEJ               | Windows, PlayStation                                                                                         |       |
| 2001 | Metal Gear Solid 2: Sons of Liberty      | KCEJ               | Windows, PlayStation 2, PlayStation 3, Xbox, Xbox 360, PlayStation Vita                                      |       |
| 2004 | Metal Gear Solid 3: Snake Eater          | KCEJ               | PlayStation 2, PlayStation 3, Xbox 360, Nintendo 3DS, PlayStation Vita, Windows                              |       |
| 2008 | Metal Gear Solid 4: Guns of the Patriots | Kojima Productions | PlayStation 3                                                                                                |       |
| 2010 | Metal Gear Solid: Peace Walker           | Kojima Productions | PlayStation Portable, PlayStation 3, Xbox 360                                                                |       |
| 2014 | Metal Gear Solid V: Ground Zeroes        | Kojima Productions | Windows, PlayStation 3, PlayStation 4, Xbox 360, Xbox One                                                    |       |
| 2015 | Metal Gear Solid V: The Phantom Pain     | Kojima Productions | Windows, PlayStation 3, PlayStation 4, Xbox 360, Xbox One                                                    |       |

Другие
| Год  | Название                       | Разработчик           | Платформы                        |
| ---- | ------------------------------ | --------------------- | -------------------------------- |
| 1990 | Snake's Revenge                | Konami                | NES                              |
| 2000 | Metal Gear: Ghost Babel        | KCEJ                  | Game Boy Color                   |
| 2004 | Metal Gear Acid                | KCEJ                  | PlayStation Portable             |
| 2005 | Metal Gear Acid 2              | Kojima Productions    | PlayStation Portable             |
| 2006 | Metal Gear Solid: Portable Ops | Kojima Productions    | PlayStation Portable             |
| 2008 | Metal Gear Solid Mobile        | Ideaworks Game Studio | N-Gage, мобильные телефоны       |
| 2009 | Metal Gear Solid Touch         | Kojima Productions    | iOS                              |
| 2012 | Metal Gear Solid: Social Ops   | Kojima Productions    | iOS, Android                     |
| 2013 | Metal Gear Rising: Revengeance | Platinum Games        | Windows, PlayStation 3, Xbox 360 |
| 2018 | Metal Gear Survive             | Konami                | Windows, PlayStation 4, Xbox One |

Оригинальный Metal Gear дебютировал на MSX2 в 1987 году в Японии и Европе. Это была одна из первых игр, в которой надо было избегать прямого конфликта с врагом, используя скрытность. Это был ответ молодого Хидэо Кодзимы шутерам, которых было в то время очень много. Многие игровые аспекты, свойственные играм этой серии, были представлены именно тогда. Игра позже была выпущена в Северной Америке, Европе и Японии на приставке NES/Famicom, и продавалась миллионным тиражом. Однако в создании этой версии Хидэо Кодзима не принимал участия, что заметно сказалось на её качестве.
Продолжение, Metal Gear 2: Solid Snake, вышло в 1990 году только в Японии, в первом варианте MSX2. Metal Gear 2 подверглась многочисленным улучшениям, включая более проработанный сюжет, вместе с доработанным игровым процессом и искусственным интеллектом врагов. Многие сюжетные и игровые элементы позже были перенесены в продолжение — Metal Gear Solid.
Metal Gear 2 никогда не выходила в Европе или Северной Америке, и только по прошествии 15 лет она была включена в Metal Gear Solid 3: Subsistence.
В 1998 году серия игр Metal Gear вернулась в виде Metal Gear Solid для PlayStation, которая перенесла игровую механику предыдущих частей в трёхмерную графику. В то время как первые две игры Metal Gear были просто успешны, Metal Gear Solid стал настоящим хитом, продавшимся в объёме более 6,6 миллионов копий. Она проложила дорогу другим играм подобного жанра, и в то же время сделала серию игр Metal Gear одной из главных у Konami.
Спустя 3 года вышло продолжение Metal Gear Solid под названием Metal Gear Solid 2: Sons of Liberty для PlayStation 2 в 2001 году. Игра продалась 7-миллионным тиражом. После Metal Gear Solid 2 вышла Metal Gear Solid 3: Snake Eater в 2004 году. Она была приквелом к оригинальной Metal Gear и продалась 3,75 миллионами копий. В обеих играх происходило постепенное улучшение геймплея серии Metal Gear, продолжалась сюжетная линия. Metal Gear Solid: Portable Ops по сюжетным событиям находится между Metal Gear Solid 3 и оригинальной Metal Gear. Она вышла эксклюзивно для PlayStation Portable.
Guns of the Patriots вышла 12 июня 2008 года и подвёл жирную черту в истории серии. В игре появились все персонажи серии (кроме тех, кто был убит) для отыгрыша так называемого «Гранд Финала» многолетней саги. Чтобы рассказать такую продолжительную историю и ответить на все вопросы, которые накопились у игроков, авторам пришлось включить в игру очень много заставок, длительность которых достигает пяти часов. Треть времени, проведенного за игрой, игроку придётся смотреть заставки или общаться с персонажами. Некоторые игровые издания сходятся во мнении, что Metal Gear Solid 4 — это пик развития компьютерных игр на тот момент.
Следующая игра в серии, Metal Gear Solid: Ground Zeroes, была анонсирована на событии, посвящённом юбилею серии. Известно лишь то, что игра выйдет не только на PlayStation 3 и Xbox 360. Хидэо Кодзима заявил, что хочет сделать игру, в которой нет надписи «Game over», то есть если персонажа схватят, события продолжатся в плену и игроку предстоит организовывать побег. На выставке GDC 2013 Хидэо Кодзима объявил о том, что Metal Gear Solid: Ground Zeroes и показанный на VGA 2012 проект The Phantom Pain — одна игра, а именно Metal Gear Solid V: The Phantom Pain. Помимо трейлера игры, была проведена демонстрация возможностей нового движка FOX Engine.

### Дополненные версии и ремейки
После выхода Metal Gear Solid было выпущено множество специальных изданий игры, включавших в себя дополнительные возможности геймплея или новое содержание. В Японии изначальные версии линейки игр Metal Gear Solid имели оригинальное японское озвучивание, в то время как дополнения (Integral, Substance) содержали английский дубляж из североамериканских изданий вместо японских. Исключением стал Subsistence, в котором сохранили оригинальные японские голоса.
Кроме того, первый Metal Gear Solid был дважды переделан. Первый раз — эксклюзивно для приставки GameCube. Он носил название Metal Gear Solid: The Twin Snakes и вышел благодаря сотрудничеству Konami и Silicon Knights в 2004 году. Среди его особенностей были полный английский дубляж, множество новых игровых приёмов, взятых из Metal Gear Solid 2, улучшенная графика и новые, полностью переработанные ролики, режиссёром которых стал Рюхеи Китамура, более известный своим фильмом «Versus».
Второй «ремейк» — на самом деле переделка игры в визуальную новеллу, продюсерами которой были IDW Publishing и Эшли Вуд. Она называлась Metal Gear Solid: Digital Graphic Novel (Metal Gear Solid: Bande Dessine в Японии) и была выпущена в 2006 году. Это не игра в обычном понимании этого слова, а шоу из изображений, отрисованные в стиле комиксов с добавленной анимацией и звуковыми эффектами. Игрок может сканировать объекты, представленные на картинках, и потом сохранять их в базу данных.
В ноябре 2011 года на PlayStation 3 и Xbox 360 вышел сборник ремейков Metal Gear Solid HD Collection, включавший в себя Metal Gear Solid 2, Metal Gear Solid 3 и Metal Gear Solid: Peace Walker.
Список дополнений и ремейков:
- Metal Gear Solid: Integral (MGS) (PlayStation, Windows — 1999);
- Metal Gear Solid: VR Missions (MGS) (PlayStation — 1999);
- Metal Gear Solid: Special Missions (MGS) (PlayStation — 1999);
- Metal Gear Solid 2: Substance (MGS2) (PlayStation 2, Xbox, Windows — 2002);
- The Document of Metal Gear Solid 2 (MGS2) (PlayStation 2 — 2002);
- Metal Gear Solid: The Twin Snakes (MGS) (GameCube — 2004);
- Metal Gear Solid 3: Subsistence (MGS3/MG/MG2) (PlayStation 2 — 2005);
- Metal Gear Solid: Digital Graphic Novel (MGS) (PlayStation Portable — 2006);
- Metal Gear Solid: Portable Ops Plus (MPO+) (PlayStation Portable — 2007);
- Metal Gear Solid: Digital Graphic Novel 2 (MGS2) (DVD);
- Metal Gear Online (MGS4) (PlayStation 3 — 2008);
- Metal Gear Solid Mobile (мобильные телефоны);
- Metal Gear Solid HD Collection (PlayStation 3, Xbox 360, 2011; PlayStation Vita — 2012);
- Metal Gear Solid: The Legacy Collection (PlayStation 3 — 2013);
- Metal Gear Solid: Master Collection Vol. 1 (Windows, PlayStation 5, Xbox Series X/S, Nintendo Switch — 2023);
- Metal Gear Solid Delta: Snake Eater (Windows, PlayStation 5, Xbox Series X/S — 2025)[3].

### Портирование и другие версии
Вскоре после выхода оригинальной Metal Gear для MSX2, Konami выпустила адаптированную версию для приставки Nintendo Entertainment System, известной в России под названием Dendy. Это была первая игра из серии Metal Gear, которая вышла в Северной Америке. NES-версия разрабатывалась без участия Хидэо Кодзимы и имела некоторые изменения, включая переработку некоторых уровней и удаление самого робота «Metal Gear». NES-версия впоследствии была основой для других североамериканских адаптаций для персональных компьютеров, выпущенных в 1990 году — сначала для IBM PC, потом для Commodore 64. Также, в разработке была добавка к Metal Gear для системы Amiga, которую делала компания Ultra Games. Но она так и не увидела свет. Famicom-версия игры также была выпущена в эмулируемой форме в составе японской The Twin Snakes.
В 2000 году Konami выпустила версию Metal Gear Solid для персональных компьютеров, переносом которой занималась Microsoft Game Studios. Эта версия была основана на дополнении Integral и содержала оригинальную игру с добавлением VR Missions. Был сделан эмулятор bleemcast!, который позволял играть в Metal Gear Solid на приставке Sega Dreamcast.
В 2003 Metal Gear Solid 2: Substance была выпущена для PlayStation 2, Xbox и PC.
В 2004 Metal Gear и Metal Gear 2: Solid Snake были перенесены на мобильные телефоны и выпущены в Японии. Эти версии имели дополнительные режимы и предметы. Эти же версии можно встретить в Metal Gear Solid 3: Subsistence. Оригинальный Metal Gear для MSX был доступен для скачивания в Японии, специально для ПК. Игра реализовывалась посредством сервиса i-Revo и была точной копией японской MSX-версии.

### Неканонические ответвления и продолжения
В дополнение к основной линейке игр были выпущены игры, которые не следовали основной сюжетной линии. Название Metal Gear также встречается в других работах Хидэо Кодзимы, таких как Snatcher и Policenauts, при том что это совершенно разные игры.
Первой из таких игр была Snake’s Revenge, выпущенная в 1990 году для NES и планировавшаяся в качестве продолжения оригинальной Metal Gear. Игра была разработана в Японии с учётом особенностей западного рынка (японская версия никогда не выходила). В разработке Хидэо Кодзима не участвовал. Изначально Кодзима не хотел делать продолжения Metal Gear, но по дороге домой он встретил человека, который работал над Snake’s Revenge. Тот сказал, что не считает Snake’s Revenge настоящим продолжением, так как он работал над оригинальным Metal Gear и знал, что Кодзима не делал этой игры. Он сказал, что хотел бы видеть продолжение, которое сделает Хидэо Кодзима — создатель Metal Gear. После этого разговора Кодзима решился сделать продолжение, которое было названо Metal Gear 2: Solid Snake. Эта игра стала каноническим продолжением Metal Gear и заняла место Snake’s Revenge.
Следующей «неканонической» игрой серии Metal Gear была Metal Gear: Ghost Babel, выпущенная для Game Boy Color в 2000 году. Эта игра использует сюжет первого Metal Gear как основу и переносит игрока на семь лет вперед.
В 2004 году Konami выпустил Metal Gear Acid для PlayStation Portable. В отличие от других игр серии, Acid — не стелс-игра. Это стратегия, которая совмещает в себе элементы скрытности и интерфейс в виде карт. Продолжение под названием Metal Gear Acid 2 вышло в 2005 в Японии и в 2006 году в Европе и Америке.

## Состав разработчиков
| Год  | Игра                                     | Руководители  | Продюсер(ы)                                                           | Геймдизайнер(ы) | Сценарист(ы)                                            | Художник(и)                          | Композитор(ы)                                                                                            |
| ---- | ---------------------------------------- | ------------- | --------------------------------------------------------------------- | --------------- | ------------------------------------------------------- | ------------------------------------ | --- |
| 1987 | Metal Gear                               | Хидэо Кодзима | Konami                                                                | Хидэо Кодзима   | Хидэо Кодзима                                           | Масами Табата, Адзуса Фудзимото      | Ику Мидзутани, Сигэхиро Такэноути, Мотоаки Фурукава                                                      |
| 1990 | Metal Gear 2: Solid Snake                | Хидэо Кодзима | Konami                                                                | Хидэо Кодзима   | Хидэо Кодзима                                           | Сюко Ивамото, Тэ Ябу, Томохиро Нисио | Цуёси Сэкито, Масахиро Икарико, Муцухико Идзуми, Юко Кураши, Томоя Томита, Казухико Уэхара, Юджи Такеучи |
| 1998 | Metal Gear Solid                         | Хидэо Кодзима | Хидэо Кодзима, Мотоюки Ёсиока                                         | Хидэо Кодзима   | Хидэо Кодзима, Томокадзу Фукусима                       | Ёдзи Синкава                         | Таканари Исияма, Кадзуки Мураока, Хироюки Того, Рика Муранака, Таппи Ивасэ                               |
| 2001 | Metal Gear Solid 2: Sons of Liberty      | Хидэо Кодзима | Хидэо Кодзима                                                         | Хидэо Кодзима   | Хидэо Кодзима, Томокадзу Фукусима                       | Ёдзи Синкава                         | Гарри Грегсон-Уильямс, Норихико Хибино                                                                   |
| 2004 | Metal Gear Solid 3: Snake Eater          | Хидэо Кодзима | Хидэо Кодзима                                                         | Хидэо Кодзима   | Хидэо Кодзима, Томокадзу Фукусима, Суё Мурата           | Ёдзи Синкава                         | Гарри Грегсон-Уильямс, Норихико Хибино                                                                   |
| 2008 | Metal Gear Solid 4: Guns of the Patriots | Хидэо Кодзима | Хидэо Кодзима, Йошикадзу Мацухана                                     | Хидэо Кодзима   | Хидэо Кодзима, Суё Мурата                               | Ёдзи Синкава                         | Гарри Грегсон-Уильямс                                                                                    |
| 2010 | Metal Gear Solid: Peace Walker           | Хидэо Кодзима | Хидэо Кодзима, Кеничиро Имаизуми, Йошикадзу Мацухана, Кадзуки Мураока | Хидэо Кодзима   | Хидэо Кодзима                                           | Ёдзи Синкава                         | Акихиро Хонда                                                                                            |
| 2014 | Metal Gear Solid V: Ground Zeroes        | Хидэо Кодзима | Хидэо Кодзима, Кеничиро Имаизуми, Кадзуки Мураока                     | Хидэо Кодзима   | Хидэо Кодзима, Суё Мурата, Хидэнари Инамура             | Ёдзи Синкава, Икуя Накамура          | Гарри Грегсон-Уильямс, Акихиро Хонда, Людвиг Форсселл                                                    |
| 2015 | Metal Gear Solid V: The Phantom Pain     | Хидэо Кодзима | Хидэо Кодзима, Кеничиро Имаизуми, Кадзуки Мураока                     | Хидэо Кодзима   | Хидэо Кодзима, Суё Мурата, Хидэнари Инамура, Эцу Тамари | Ёдзи Синкава                         | Людвиг Форсселл, Джастин Бёрнетт, Дэниел Джеймс                                                          |

## История создания

### Общая атмосфера и тема
Несмотря на то, что в серии игр MGS присутствует множество сцен насилия, в ней чувствуется тон пацифизма. Он проявляется через обращение к таким философским мыслям, как бесполезность войны, глупость устрашения ядерным оружием, опасность ядерного оружия вообще,
психологическое влияние военных действий на взрослых и детей, представление врага таковым в относительном времени. Эти мысли и сама тема игр отражают настрой японских фильмов, сделанных после бомбардировок Хиросимы и Нагасаки в 1945 году. Другой волнующей темой игры является негативное представление правительства, как например в Metal Gear Solid 2: Sons of Liberty.
Сюжет оригинального Metal Gear, выпущенного в 1987 году во времена холодной войны, затрагивает действия политиков Запада и Востока, которые манипулируют солдатами в своих целях. Это объясняет смысл Outer Heaven (обычно переводится как «Внешние Небеса», также возможен перевод «Дальняя Гавань») — страны без политиков, всецело созданной для наёмников и солдат. Metal Gear 2: Solid Snake, вышедший в 1990 году, в период окончания холодной войны, развивает тему действий политиков, политических интриг, морали на поле боя, военной истории и негативного влияния войны.
Часто встречающейся темой в серии игр Metal Gear является предательство наставника-протагониста. Это начинается тогда, когда Биг Босс предаёт Солида Снейка в Metal Gear, потом Грей Фокс (Gray Fox) в Metal Gear 2: Solid Snake также оказывается предателем. В Metal Gear Solid 2: Sons of Liberty Райден (Raiden) убежден Полковником в том, что он должен завершить своё задание, хотя на самом деле Полковник оказывается искусственным интеллектом, которым управляют Патриоты (Patriots).
В Metal Gear Solid 3: Snake Eater протагонист Биг Босс (который имеет кодовое имя Нейкед Снейк) вначале будет предан своей наставницей — Боссом (The Boss). Но в конце он узнает правду от том, что Босс на самом деле исполняла свой долг, принеся себя в жертву своему собственному ученику — Биг Боссу.
Но самые главные темы серии игр Metal Gear Solid — это гены, память и место («gene, meme, and scene») и то, как люди подвержены данным факторам. В Metal Gear Solid обращается внимание к генетике и моральным составляющим генной инженерии. Metal Gear Solid 2: Sons of Liberty показывает, как личность может быть подвержена одним обществом и эффектом цензуры на общество. В то же время Metal Gear Solid 3: Snake Eater рассказывает, как время и место сосуществуют вместе, влияя на личность и на то, как политики меняются со временем. Четвёртая часть затрагивает тему чувств, заставляя переживать всем героям и наблюдать за их трагичной судьбой и общей атмосферой безысходности.
Самой долгоиграющей темой Metal Gear Solid является то, как политики манипулируют солдатами. Главный антагонист первой части Metal Gear Биг Босс, пытается создать военную нацию для наёмников, управляющуюся, собственно, наёмниками. Приняв в расчёт действия властей, они приходят к новому решению — созданию так называемой «страны без политиков». В Metal Gear Solid 3 Биг Босс представлен протагонистом, наёмником, которым управляют политики ради своей выгоды. Внешние Небеса появлялись в нескольких формах. Биг Босс пытался создать идеальную страну в Южной Африке в Metal Gear, и в Центральной Азии, в Metal Gear 2: Solid Snake. Ликвид Снейк хотел превратить остров Аулетиан в суверенную страну для наёмников в Metal Gear Solid. Солидус Снейк пытался освободить Манхэтенн от Патриотов («Patriots») или «Ла-Ли-Лу-Ле-Ло» («the La-li-lu-le-lo») в Metal Gear Solid 2: Sons of Liberty. В Metal Gear Solid 4: Guns of the Patriots «Внешние небеса» — это главенствующая компания, которая держит на службе тысячи солдат.
В то время как каждая попытка сохранить «Внешние небеса» выливается в массовое насилие, серия показывает политиков, которые используют солдат и наёмников в сетях своих политических интриг. В Metal Gear 2: Solid Snake несколько протагонистов из Metal Gear, возвращаются в роли антагонистов, после того как они были преданы правительством. В Metal Gear Solid, главный герой нарочно инфицирован вирусом, не зная об этом, а также не зная о настоящей цели его задания. В Metal Gear Solid 2: Sons of Liberty протагонист, выросший ребёнком-солдатом, выполнял приказы искусственного разума в виде «Полковника» и своей любимой. Приквел, Metal Gear Solid 3: Snake Eater показывает отношения Биг Босса и его наставника, верность к временному правительству.

### «Металгиры»
Обязательным элементом серии являются «металгиры» — огромные боевые машины-мехи, способные запускать ядерные ракеты; каждая игра серии содержит по меньшей мере один такой «металгир». В соответствии с мифологией серии, прародителем «металгиров» является «Шагоход» (англ. Shagohod), разработанный в Metal Gear Solid 3 советским конструктором Александром Леонидовичем Граниным и выстроенный инженером Николаем Соколовым. Гранин описывал придуманный им «металгир» как естественный путь развития военной техники — «недостающее звено между пехотой и артиллерией». В отличие от последующих «металгиров» и вопреки русскому названию, «Шагоход» — не двуногая машина, а шнекороторный вездеход с архимедовыми винтами, способный за счёт ракетных двигателей ускоряться на ровной поверхности до скорости 300 миль в час. Это, по задумке советских конструкторов в игре, позволяло запускать межконтинентальные баллистические ракеты с ядерными боеголовками из любой точки СССР без использования шахтных пусковых установок. Многие последующие металгиры в других играх серии были построены и американским правительством, и частными военными компаниями — созданием разных моделей руководили такие герои игр, как Хью Эммерих, доктор Стрейнджлав и их сын Хэл «Отакон» Эммерих.
За «Шагоходом» последовал четвероногий танк Metal Gear Raxa из Metal Gear Solid: Portable Ops; Peace Walker из Metal Gear Solid: Peace Walker – этим созданным по заказу ЦРУ металгиром управлял искусственный интеллект, смоделированный по образу героини Босс; ему наследовал Metal Gear Zeke, построенный собственной организацией Биг Босса Militaires Sans Frontières. В Metal Gear Solid V: The Phantom Pain появляется «Сахелантроп» (англ. Sahelanthropus), двуногий прямоходящий металгир огромных размеров, построенный в Афганистане уже по заказу антагониста игры Черепа, сотрудничающего с СССР. В Metal Gear и Metal Gear 2: Solid Snake схожим образом появляются новые металгиры, выстроенные уже людьми Биг Босса соответственно в государствах Аутер-Хэвен и Занзибар — TX-55 и Metal Gear D; последний из них был так велик, что для его транспортировки пришлось создать специализированный вертолёт Gigant.
Тяжело вооруженный металгир Metal Gear REX из Metal Gear Solid, построенный на острове Шэдоу-Мозес близ Аляски под контролем DARPA, был вооружен рельсотроном, способным разгонять ядерные боеголовки без использования ракеты — по мысли создателей, такой пуск было бы невозможно зафиксировать на радарах. Metal Gear RAY, появляющийся в Metal Gear Solid 2, был создан Корпусом морской пехоты США специально для борьбы с металгирами типа REX; в финале игры игроку противостоит множество беспилотных металгиров RAY, управляемых искусственным интеллектом. В Metal Gear Solid 4 демонстрируется сражение между REX и RAY. Arsenal Gear — морское сооружение огромных масштабов — было предназначено уже для ведения не ядерной, а информационной войны: оно должно было пропускать через себя потоки информации, фильтровать и цензурировать Интернет в пользу Патриотов — теневого правительства США. После уничтожения первого Arsenal Gear Патриоты выстроили ещё несколько кораблей такого типа; один из них был захвачен антагонистом Metal Gear Solid 4 Ликвидом Оцелотом и переименован в «Аутер-Хэвен».

### Персонажи
Серьёзное влияние на образ главного героя оказали фильмы Джона Карпентера «Побег из Нью-Йорка» и «Побег из Лос-Анджелеса». С каждой следующей игрой все заметнее становится сходство Солида Снейка и Снейка Плискина (главного героя фильмов), и внешнее, и характерное. В игре Metal Gear Solid 2: Sons of Liberty имеется прямая отсылка на фильмы — Солид Снейк, скрывая своё имя, называет себя лейтенантом «Ирокезом Плискиным».
Первые два Metal Gear для MSX фокусируются на соперничество между протагонистом Солидом Снейком, новобранцем в отряде «FoxHound», и антагонистом Биг Боссом,
который в первом Metal Gear представлен как командир FoxHound, но позже становится лидером Южно-Африканской крепости «Внешние Небеса». В следующей игре
Metal Gear 2: Solid Snake, Биг Босс возвращается, захватывая контроль над Центрально-Азиатской страной, Занзибар-Лэнд (Zanzibar Land), сражаясь с Солидом
Снейком во второй и последний раз. В этот период Снейку помогают агент Грей Фокс (Gray Fox — дословно «Серый Лис»), который является членом отряда FoxHound и доктор Драгом Петровичем Маднаром.
Они оба были на стороне Снейка в первой игре, но стали врагами во второй.
Metal Gear Solid продолжает сюжет ранних игр, раскрывая сущность Солида Снейка, который на самом деле является клоном Биг Босса, созданным по
секретному проекту правительства. В этой части нам представляют нового антагониста в лице Ликвида Снейка. Брат-близнец Солида, и лидер «FoxHound»,
после того как Снейк ушёл оттуда. Также существует третий брат-близнец, Солидус Снейк (Solidus Snake), который впервые представлен как президент США,
в конце MGS, и будет антагонистом игрока в Metal Gear Solid 2: Sons of Liberty. В этот промежуток времени также представлены и другие персонажи, включая
Револьвера Оцелота (Revolver Ocelot), который является помощником Ликвида и Солидуса, но впоследствии он оказывается теневым представителем организации,
известной под названием «Патриоты» (The Patriots). Хэл «Отакон» Эммерих (Hal «Otacon» Emmerich), разработчик «Metal Gear REX», становится партнёром Снейка
и формирует организацию «Филантропия» (Philanthropy). Также можно упомянуть полковника Роя Кемпбела (Roy Campbell), который является бывшим командиром Снейка с MG2, и его племянницу, Мерил Сильвербург (Meryl Silverburgh). Райден (Raiden), которым игрок будет управлять в MGS2, стал большим сюрпризом, и самым спорным
персонажем в серии. В Metal Gear Solid 4: Guns of the Patriots также появляются некоторые персонажи из первых двух Metal Gear Solid.
Metal Gear Solid 3: Snake Eater которая является хронологически первой игрой в серии, представляет нам молодого Биг Босса, который получает
кодовое имя Нейкед Снейк (Naked Snake — дословно, «Голый Змей»). Игра принимает во внимание становление Нейкед Снейка легендарным солдатом, впрочем как и упадок
его наставницы «Босса» (The Boss). Прототип Metal Gear, Патриоты и Фоксхаунд начинают своё начало в MGS3. В игре также присутствует молодой Оцелот,
который на самом деле является агентом КГБ, ГРУ и ЦРУ. Metal Gear Solid: Portable Ops является прямым продолжением MGS3. В нём присутствуют
некоторые герои из прошлой части.
Особенностью игр Metal Gear Solid является присутствие группы бойцов с необычайными возможностями, которые к тому же являются боссами в каждой игре.
Ими являются: бывший отряд Солида Снейка, «FoxHound», «Дэд Сэлл» (Dead Cell — дословно, «Мёртвая Клетка») и отряд «Кобра». В Portable Ops проводится параллель между противостоянием Солида
Снейка, FoxHound и Нейкед Снейка, который идет против своего отряда «Fox». В Guns of the Patriots появится новое подразделение «Beauty and the Beast»
(«Красавица и Чудовище»). Их имена являются отсылкой на имена членов оригинального FoxHound из Metal Gear Solid.
Все боссы в игре имеют скрытую приставку «Сыновья». Ликвид Снейк называл свою армию «сыновья Биг Босса». Солидус Снейк называл «Dead Cell» и наёмников Гурлуковича
общим названием «Сыновья Свободы» (The Sons of Liberty), чтоб показать свою цель — освободить город от «Патриотов». Правда в Snake Eater это не так ярко выражено.
Пэйн (Pain — дословно «боль») и полковник Волгин при разговоре с Биг Боссом использовали словосочетание «сыновья Босс» (sons of the Boss), ссылаясь на тех,
кого Босс тренировала и с кем сражалась бок о бок. Ну и само собой Sons of the Patriots из четвёртой части игры, которыми являлись все солдаты-наёмники на поле боя, управляемые наномашинами.
Другой особенностью игр Metal Gear является присутствие «ниндзеподобных» персонажей, начиная с Чёрного Ниндзя (Black Ninja/Black Color), Кайла Шнайдера (Kyle Schneider).
Киборг-ниндзя (Cyborg Ninja) из Metal Gear Solid оказался Греем Фокс, старым другом и бывшим сослуживцем Снейка. В Sons of Liberty тоже присутствовал персонаж, похожий на Киборга-Ниндзя, им оказалась Ольга Гурлукович — дочь Сергея Гурлуковича.
В Portable Ops появляется Ниндзя, под именем Null (который является молодым Грей Фоксом). И даже Райден в «Guns of the Patriots» одет
в кибернетический экзоскелет. Black Color (Black Ninja в последующих версиях) в Metal Gear 2: Solid Snake, был предшественником современным Ниндзя из игр Metal Gear Solid.

## Сюжет

### Биг Босс
Хронологически первой является Metal Gear Solid 3, чьи события происходят в 1964 году. Спецагент США Нейкед Снейк под руководством майора Зеро отправляется в джунгли Советского Союза, чтобы отыскать и вернуть в США учёного, который разрабатывает новый тип танка, способный запустить ядерные ракеты. За успешное завершение операции «Змееед» (Snake Eater) получает титул Биг Босс.
События Metal Gear Solid: Portable Ops происходят в 1970 году. Через 6 лет после операции «Змееед», Нейкед Снейк уходит из отряда ФОКС. Пара-Медик (Para-Medic) сообщает Биг Боссу, что его бывшие товарищи из спецподразделения Фокс начали мятеж, и что его объявили виновным в измене. Снейк должен пробиться через многочисленных врагов, победить мятежников и уничтожить Экспериментальную модель шагохода, несущего ядерные ракеты — Metal Gear, а также спасти группу солдат. Позже они станут основой для отряда Фоксхаунд. В конце игры также объясняются мотивы Биг Босса по созданию «Внешних небес» (Outer Heaven) и также немного информации по созданию «Патриотов»
События Metal Gear Solid: Peace Walker разворачиваются в 1974 году, через 10 лет после событий Metal Gear Solid 3: Snake Eater и через 4 года после Metal Gear Solid: Portable Ops, в Латинской Америке. В республике Коста-Рика в обстановке глубокой тайны высаживаются целая засекреченная армия — таинственные вооружённые силы с новейшим на то время оружием. Коста-Рика тайно нанимает легендарного солдата Биг Босса и его вооружённую группировку «Солдаты без границ», чтобы те без лишнего шума разобрались с вторжением.
Действие первой части Metal Gear Solid V — Ground Zeroes — разворачивается спустя год после событий Metal Gear Solid: Peace Walker. Задача Снейка: проникнуть на базу «Омега», где держат в плену Чико и Паз. Действия The Phantom Pain разворачиваются через девять лет после событий Ground Zeroes и уничтожения базы ЧВК Биг Босса организацией XOF.

### Солид Снейк
Действия оригинальной Metal Gear происходят в 1995 году. Солид Снейк, боец подразделения «Foxhound», получает приказ от главы данной организации, Биг Босса, найти пропавшего оперативника «Серого Лиса» и успешно завершить его задание. Проникнув во «Внешние Небеса» и освободив Серого Лиса Снейк узнаёт, что Metal Gear это шагающая платформа для запуска баллистических ядерных ракет. После череды сражений с наёмниками, которые защищали крепость, и уничтожения защитного электрического поля окружающего Metal Gear, Снейк уничтожает робота. После этого он встречает лидера наёмников — им оказывается командир Фоксхаунда, Биг Босс, который запускает механизм самоуничтожения крепости, но Солид Снейк побеждает его и успевает убежать из крепости до взрыва.
События Metal Gear 2: Solid Snake происходят в 1999 году. Солид Снейк послан на очередное задание в Занзибар, чтобы спасти учёного Кио Марва. В ходе выполнения задания Снейк узнает в разработке находится новый Metal Gear, а таинственным лидером Занзибара является выживший Биг Босс. Почти сразу после побега героев атакует новый Metal Gear. Пилотом Metal Gear’а оказывается старый друг Снэйка Серый Лис, так же перешедший на сторону Занзибара. Когда Снэйк всё же находит доктора Марва, то тот уже мёртв. Снейк уничтожает Metal Gear, побеждает в рукопашной схватке Серого Лиса и убивает Биг Босса, после чего сбегает из Занзибара. После окончания задания Снейк уходит из Фоксхаунда и скрывается от спецслужб в спокойствии и уединении на Аляске.
В Metal Gear Solid рассказывается, что в феврале 2005 года Солид Снейк был вынужден вернуться из отставки. Спецотряд Фоксхаунд проводил испытание ядерного оружия на острове Шадоу Мозес вблизи Аляски. Но отряды подняли мятеж против Правительства США. Они требовали останки Биг Босса, и угрожали ядерным ударом в течение 24 часов, если их требования не выполнят. Снейку было дано два задания. Первое: сначала он должен проникнуть на склад ядерного оружия и спасти шефа DARPA Дональда Андерсона и главу ArmsTech Кеннета Бейкера. Второе: Он должен остановить запуск ядерного удара. Солид Снейк побеждает и нейтрализует практически всех членов Фоксхаунда. Делает он это при помощи учёного, которого обманом заставили разрабатывать новый Metal Gear, Отакона. Во время своей миссии Солид Снейк узнаёт что он сам и глава Фоксхаунда — генетические копии Биг Босса. Снейк сражается против своего биологического брата Ликвида Снейка, который таинственным образом умирает в самом конце их напряжённой битвы. Позже игрок узнает, что миссия Снейка была обманом, что на самом деле он был носителем экспериментального вируса «ФоксДай», и таким образом должен был убить избранных людей.
Metal Gear Solid 2: Sons of Liberty начинается в 2007 году, через два года, после событий Metal Gear Solid. Задачей Снейка является фотографирование нового прототипа Metal Gear, который перевозят на танкере. В это же время большая группа российских террористов захватывает корабль. Новым Metal Gear оказывается Metal Gear RAY, амфибия-прототип. Ситуация ухудшается после того, как в отсеках появляется Револьвер Оцелот. Он взрывает бомбы, которые были размещены по всему танкеру, затапливая корабль, и крадет Metal Gear RAY. Через 2 года после событий на танкере, в 2009 году, игрок берет под управление Райдена, который работает на «FOX HOUND». Его миссией является освобождение президента США и других заложников с Биг Шелла, очистительного сооружения на береговой линии Нью-Йорка, которые были захвачены группировкой Dead Cell, которая называет себя «Сыновьями свободы» и провозгласили своим лидером Солида Снейка. Во время выполнения задания, Райден встречает лейтенанта младшего ранга морских котиков Ирокеза Плискина. Впоследствии игрок узнает, что глава Dead Cell, называющий себя Солидом Снейком, на самом деле является Солидусом Снейком который является ещё одним клоном Биг Босса, а Ирокез Плискин на самом деле — настоящий Солид Снейк. К концу Metal Gear Solid 2, почти все члены Dead Cell оказываются уничтожены. Райден говорит Солиду что собирается начать новую жизнь, в которой он сам будет решать кем он будет. Во время титров слышен диалог Солида и Отакона, о том что они получили список личностей состоящих в организации Патриоты, но узнают, что они все уже давно мертвы.
Metal Gear Solid 4: Guns of the Patriots, которая начинается в 2014 году. Пять самых больших ЧВК находятся во владении одной материнской компании, носящей имя «Внешние Небеса». Главой компании является Ликвид Оцелот, он же Револьвер Оцелот, сознание которого окончательно захватил Ликвид Снейк. В его намерения входит создание адаптированной под современные реалии мечты Биг Босса — «Внешние Небеса». Солид Снейк, который катастрофически быстро стареет, должен помешать Ликвиду Оцелоту.

### Дальнейшие события
События Metal Gear Rising происходят через четыре года после событий MGS 4. Главным персонажем выступает протагонист Metal Gear Solid 2, Райден. Он отошёл от активной битвы и является членом миротворческой ЧВК под названием Maverick Security Consulting. В прологе он выполняет миссию по охране премьер-министра одной развивающейся африканской страны, конвой и лимузин которого были атакованы другой частной военной компанией Desperado Enforcement. Премьер-министр был убит прямо на глазах Райдена. Во время боя с представителем Desperado’s, наёмником Сэмом Родригесом, Райдену отрубают руку, но он остаётся в живых, преступники же скрываются с места действия. Дальнейшая часть игры посвящена противостоянию Райдена и ЧВК Desperado Enforcement, за которыми стоит другая более могущественная сила.

## Наследие

### Адаптации

#### Новелизация
В 1989 году вышел роман, базирующийся на игре Metal Gear. Он был написан Александром Фростом (Alexander Frost). На самом деле роман Metal Gear не основывается на сюжете игры (так как Кодзима не был вовлечён в производство книги). Книга берет ещё большую свободу, и дает Солиду Снейку имя Джастин Холли
(Justin Halley) (позже было опровергнуто в Metal Gear Solid, когда Снейк говорит своё настоящее имя в концовке игры) и даже меняет названия подразделения Снейка с Фоксхаунд (FOXHOUND), на «Snake Men». Так как книга
была ориентирована на юного читателя, Снейк никого не убивает, и использует свой пистолет только один раз, чтоб открыть замок. Даже на обложке Снейк
был без оружия. В романе можно было встретить некоторые подсказки по игре, которые были завуалированы под стать книге.

#### Радиопостановка
Радиопостановка, базирующаяся на Metal Gear Solid проигрывалась в Японии с 1998 по 1999 годы как часть программы clud DB, созданной Konami. Режиссёром выступил Сюё Мурата (Shuyo Murata) а сценаристом Мотосада Мори (Motosada Mori). Драма шла 18 недель, повторяя полный сюжет три раза. Также она была доступна на двух CD.
Драма показывает альтернативные события последствий на острове Шэдоу Моузес (Shadow Moses), представляя Солида Снейка, Мерил Сильвербург, Мей Линг и Роя Кемпбела как оперативников Фоксхаунда (история, изложенная в радиопостановка, не является канонической в серии игр Metal Gear). Японские актёры озвучивавшие героев игры (Акио Оцука, Кёко Тэрасэ, Такэси Аоно и Хоко Кувасима) также озвучивали свои роли в драме.

#### Комиксы
Книжка комиксов по мотивам Metal Gear Solid была выпущена IDW Publishing в 2004. Она была написана Крисом Оприско (Kris Oprisko)
и проиллюстрирована Эшли Вудом (Ashley Wood). Комиксы разбиты на 12 выпусков. Адаптация Sons of Liberty также была выпущена IDW, но в этот раз
писателем был Алекс Гарнер (Alex Garner). Она вышла в июне 2007 года.

#### Игрушки
В 1999 McFarlane Toys в сотрудничестве с Konami запустила серию Экшн-Фигурок по мотивам видеоигры Metal Gear Solid. В 2001 продолжая успех предыдущих
фигурок, была выпущена серия по игре Metal Gear Solid 2: Sons of Liberty. На официальном сайте Konami можно увидеть 12 дюймовою (30,48 сантиметра) фигурку Солида Снейка, таким каким
он появится в Metal Gear Solid 4: Guns of the Patriots, с седыми волосами и усами, и также в Окто Камуфляже (Octo-Camo suit). На данный момент выпуском коллекционных фигурок занимаются многие компании. Большей популярностью на данный момент пользуются экземпляры от Play Arts Kai и Hot Toys.

#### Кино
В мае 2006 создатель серии Хидэо Кодзима анонсировал разработку фильма по мотивам Metal Gear Solid. Было решено что фильм будет на английском языке,
в то время как дата выхода была не утверждена. Кодзима также рассказал на Electronic Entertainment Expo, что он уже подписал контракт с Голливудской
компанией, по адаптации видеоигры в фильм. Он также упомянул, что местом съёмок будет Аляска, по причине места действия игры.
В феврале 2007 Sony Pictures Entertainment заявила, что она поспешила с адаптацией Metal Gear Solid. Вице-председатель Yair Landau описал этот проект так:
«Это очень кинематографичная игра, она действительно похожа на фильм. Но главной проблемой является перенос опыта Снейка, и то, что зрители ожидают увидеть
на экранах кинотеатров.»
В 2013 году было объявлено о том, что фильм снова находится в разработке. Продюсирует фильм известный по фильмам «Железный человек», «Халк» и другим экранизациям комиксов Ави Арад.

### Коллаборации и кроссоверы
Многие герои, локации и музыка из серии игр Metal Gear встречались в виде бонусов в других играх:
- Beatmania (PlayStation, 1997) (Metal Gear Solid Remix)
- Konami Krazy Racers (Game Boy Advance, 2001) (Cyborg Ninja & Comms Tower (MGS))
- Evolution Skateboarding (PlayStation 2, 2002) (Solid Snake, Raiden, 2 Soldiers & The Big Shell)
- Silent Hill 3 (PlayStation 2, PC, 2003) (Snake’s Corpse & Silencer)
- Karaoke Revolution Volume 3 (PlayStation 2, 2004) (Snake Eater Theme)
- Beatmania IIDX (Mobile Phone, 2004) (Featuring MGS3 theme)
- Boktai 2: Solar Boy Django (Game Boy Advance, 2004) (Solid Snake)
- DreamMix TV World Fighters (PlayStation 2, GameCube, 2005) (Solid Snake, Big Shell)
- Ape Escape 3 (PlayStation 2, 2006) (Metal Gear Solid: Snake Escape — Mini Game with Pipo Snake)
- Snatcher (NEC PC-8801, MSX2, PC-Engine, Sega CD, Sega Saturn, PlayStation, 1988—1996) (Metal Gear MkII, and an interesting phone #)
- Policenauts (PlayStation, PC-Engine, 1994) (Персонаж Мэрил Сильвербург, упоминание о событиях в Занзибаре)
- Super Smash Bros. Brawl (Wii, 2008) (Солид Снейк, Love Theme from MGS4, Shadow Moses Island, Рой Кэмпбелл, Отакон, Мей Лин, *Metal Gear REX, Metal Gear RAY, Grey Fox)
- PlayStation All-Stars Battle Royale (PlayStation 3, PlayStation Vita, 2012) (Райден)
- Fortnite (Windows, macOS, Xbox One, PlayStation 4, Nintendo Switch, iOS, Android, PlayStation 5, Xbox Series X/S) (Солид Снейк, Райден)